# Proales indirae
Proales indirae är en hjuldjursart som beskrevs av Wulfert 1966. Proales indirae ingår i släktet Proales och familjen Proalidae. Inga underarter finns listade i Catalogue of Life.